# Oberhof (Germania)
Oberhof è una città di 1 570 abitanti della Turingia, in Germania. Appartiene al circondario di Smalcalda-Meiningen. Oberhof è nota soprattutto come centro per lo sport invernale, si svolgono gare di biathlon, slittino, bob, sci di fondo  e combinata nordica. Oberhof vive di turismo ed è, dopo Erfurt e Weimar, la città più visitata della Turingia. Non ci sono frazioni.

## Geografia fisica
Oberhof è situata nella selva di Turingia ad una altezza di circa 815 metri s.l.m. A sud della città passa il Rennsteig, un sentiero a lunga distanza. Il Großer Beerberg e il Schneekopf, le due montagne più alte della Turingia, si trovano a circa 4 chilometri in direzione sud-est. Vicino ci sono anche due valichi storici, il Rondell e il Grenzadler, l'ultimo segnava la frontiera fra la Sassonia e la Prussia. Nella prossimità di Oberhof sorgono alcuni fiumi, per esempio il Gera, l'Ohra, l'Hasel e il Schönau. Tutta l'area è piena di boschi.

## Storia

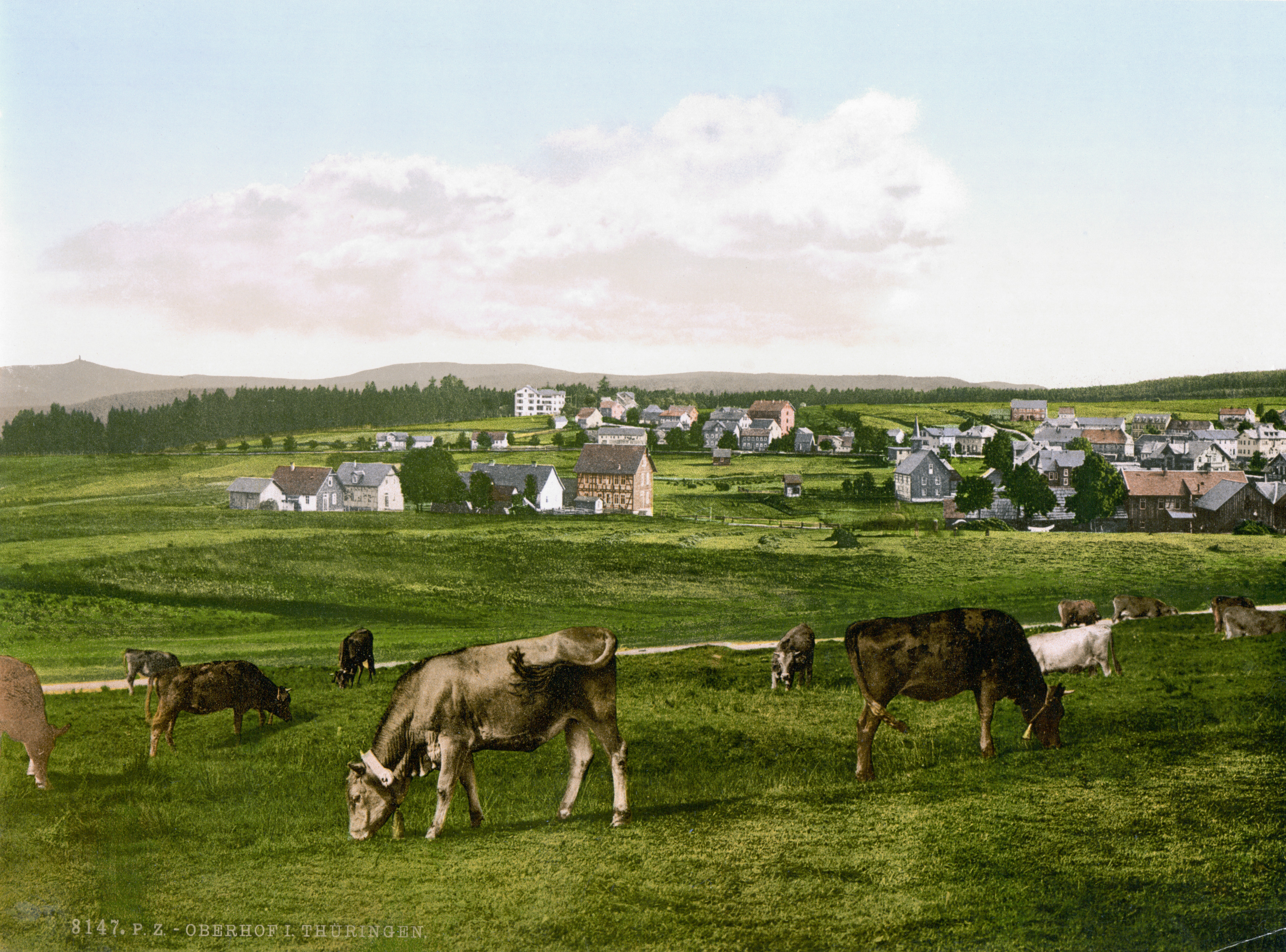
Oberhof nel 1900

Oberhof fu menzionata la prima volta nel 1470. Nel 1861 arrivarono i primi vacanzieri. Dopo la costruzione di una galleria, Oberhof fu dotata di connessione ferroviaria nel 1884. Fino al 1918 appartenne al ducato di Sassonia-Coburgo-Gotha. La prima pista per bob e il primo trampolino per sci furono inaugurati nel 1906, nel 1931 Oberhof ospitò i suoi primi mondiali.
Sotto il regime della Repubblica Democratica Tedesca Oberhof fu ampliata per volontà (siamo nel 1950) dell'allora leader DDR Walter Ulbricht (1894-1973) e diventò un centro turistico e per lo sport invernale. Ulbricht, fra l'altro, si fece edificare una grande villa nel bosco. Fu costruita nel 1960 e terminata nel 1963. Tuttora esistente ma in pessimo stato.
Il 7 ottobre 1985 Oberhof ricevette il titolo di città.

## Monumenti e luoghi d'interesse

### Aree naturali
Il Rennsteiggarten Oberhof (tradotto letteralmente Giardino del Rennsteig a Oberhof) è un giardino botanico che conserva più di 4000 tipi di piante da tutto il mondo. Inoltre è presente un centro termale e un parco avventura.

## Economia
Tutta l'economia della città è basata sul turismo. I maggiori introiti provengono da alberghi, ristoranti, negozi e dagli impianti sportivi.

## Infrastrutture e trasporti

### Strade
Oberhof è situata sulla strada 3247 che collega Suhl e Gotha. Le autostrade più vicine sono la A71 (circa 8 chilometri a sud) e la A4 (circa 23 chilometri a nord). Inoltre ci sono strade per Schmalkalden, Ilmenau e Gräfenroda.

### Ferrovie
La stazione è situata a circa 5 chilometri a sud della città. Ogni due ore esistono collegamenti sulle tratte Erfurt - Würzburg e per Meiningen. Si raggiunge la stazione tramite un autobus, inoltre ci sono collegamenti autobus per tutti i centri vicini.

## Amministrazione

### Gemellaggi
Oberhof è gemellata con:
- Winterberg
- Bad Neustadt a.d.Saale
- Lillehammer

## Sport

### Escursionismo
I sentieri a lunga distanza Rennsteig e Eisenach-Budapest toccano la zona sud di Oberhof.

### Golf
La città possiede anche la più vecchia associazione di golf in Germania.

### Sport invernali

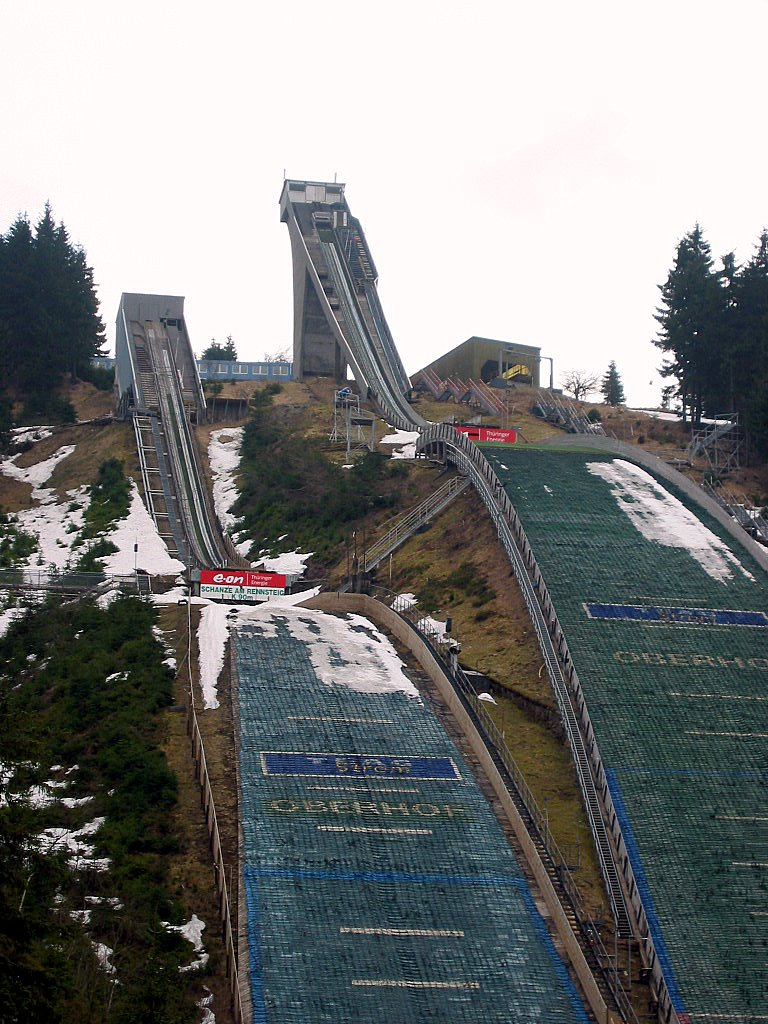
I trampolini del Kanzlersgrund

Attrezzata, tra l'altro, con i trampolini del Kanzlersgrund (in luogo dell'antico Thüringenschanze, smantellato) e con lo stadio di biathlon DKB-Ski-Arena Oberhof, la città è uno dei principali centri tedeschi per la pratica dello sci nordico. A Oberhof si tengono regolarmente gare di Coppa del Mondo di salto con gli sci, di combinata nordica, di sci di fondo e di biathlon. Ha ospitato un'edizione dei Campionati mondiali di sci nordico, nel 1931, e due dei Campionati mondiali di biathlon, nel 2004 e nel 2023.

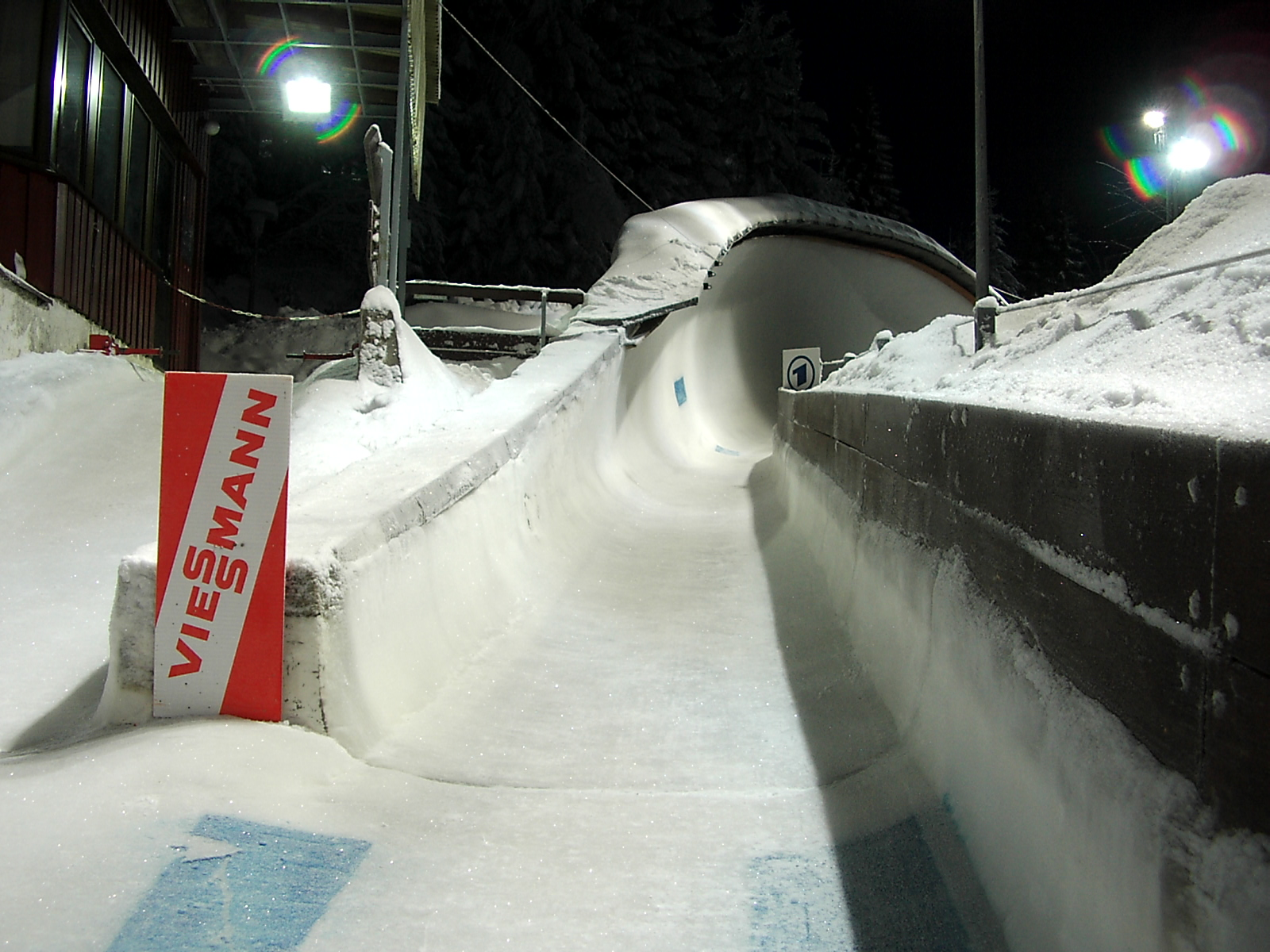
Tratto della pista di Oberhof

La pista di bob, slittino e skeleton Rennrodelbahn Oberhof ha ospitato i campionati mondiali di bob del 1931 e tre edizioni dei Campionati mondiali di slittino (nel 1973, nel 1985 e nel 2008), oltre a numerose tappe della Coppa del Mondo di slittino.